# Thérines
Thérines är en kommun i departementet Oise i regionen Hauts-de-France i norra Frankrike. Kommunen ligger i kantonen Songeons som tillhör arrondissementet Beauvais. År 2022 hade Thérines 195 invånare.

## Befolkningsutveckling
Antalet invånare i kommunen Thérines
| Referens: INSEE |